# تانکانوچا
تانکانوچا (به اسپانیایی: Tancancocha) یک کوه در پرو است که در Peru, Ancash Region واقع شده‌است. تانکانوچا ۵٬۲۰۰ متر بالاتر از سطح دریا واقع شده‌است.